# Colobaspis atrithorax
Colobaspis atrithorax is een keversoort uit de familie halstandhaantjes (Megalopodidae). De wetenschappelijke naam van de soort werd in 1934 gepubliceerd door Maurice Pic.